# Dawnrazor
Dawnrazor è il primo album in studio del gruppo gothic rock britannico Fields of the Nephilim, pubblicato nel 1987.

## Il disco
Un anno dopo l'accordo discografico con la Situation Two/Beggars Banquet, il gruppo entra in studio e registra il materiale che andrà a finire sul primo loro disco. Probabilmente per ovvi motivi di marketing, nell'LP non rientrarono le tracce pubblicate in terra d'Albione come singoli d'anticipazione all'album: Power e Preacher Man. Mentre, queste, insieme al terzo singolo Blue Water finirono nella versione distribuita in America e in Giappone, escludendo Reanimator dalla versione in vinile. Non molto stranamente però, l'edizione in CD europea non comprendeva il singolo estratto successivamente alla pubblicazione: Blue Water. Furono, comunque, aggiunte le b-side dei primi due singoli pubblicati, arrivando così a contenere ben tredici tracce. Fu superato dall'edizione stampata nel 2013 (inclusa nel cofanetto 5 Albums), contenente tutte queste come bonus track alla fine del disco.

## Europe Edition

### LP Version
1. Intro (The Harmonica Man) – 2:01
2. Slow Kill – 3:44
3. Volcane (Mr. Jealousy Has Returned) – 5:04
4. Vet for the Insane – 7:03
5. Dust – 4:23
6. Reanimator – 2:58
7. Dawnrazor – 7:09
8. The Sequel – 3:20

### Cassette Version
1. Intro (The Harmonica Man) – 2:01
2. Slow Kill – 3:44
3. Preacher Man – 4:53
4. Volcane (Mr. Jealousy Has Returned) – 5:04
5. Vet for the Insane – 7:03
6. Dust – 4:23
7. Reanimator – 2:58
8. Power – 4:39
9. Dawnrazor – 7:09
10. The Sequel – 3:20

### CD Version
1. Intro (The Harmonica Man) – 2:01
2. Slow Kill – 3:44
3. Laura II – 4:42
4. Preacher Man – 4:53
5. Volcane (Mr. Jealousy Has Returned) – 5:04
6. Vet for the Insane – 7:03
7. Secrets – 3:36
8. Dust – 4:23
9. Reanimator – 2:58
10. Power – 4:39
11. The Tower – 5:41
12. Dawnrazor – 7:09
13. The Sequel – 3:20

## U.S.A. Edition

### LP Version
1. Intro (The Harmonica Man) – 1:59
2. Slowkill – 3:41
3. Preacher Man – 4:52
4. Volcane (Mr. Jealousy Has Returned) – 5:01
5. Vet For The Insane – 7:02
6. Dust – 4:21
7. Power – 4:37
8. Blue Water – 4:44
9. Dawnrazor – 6:40
10. The Sequel – 3:14

### Cassette & CD Version
1. Intro (The Harmonica Man) – 1:59
2. Slowkill – 3:41
3. Preacher Man – 4:52
4. Volcane (Mr. Jealousy Has Returned) – 5:01
5. Vet For The Insane – 7:02
6. Dust – 4:21
7. Reanimator – 2:56
8. Power – 4:37
9. Blue Water – 4:44
10. Dawnrazor – 6:40
11. The Sequel – 3:14

## Japan Edition

### LP Version
1. Intro (The Harmonica Man) – 2:01
2. Preacher Man – 4:52
3. Slow Kill – 3:45
4. Volcane (Mr. Jealousy Has Returned) – 5:04
5. Vet For The Insane – 7:05
6. Dust – 4:22
7. Power – 4:39
8. Blue Water – 4:45
9. Dawnrazor – 6:44
10. The Sequel – 3:27

### CD Version
1. Intro (The Harmonica Man) – 2:01
2. Slow Kill – 3:45
3. Volcane (Mr. Jealousy Has Returned) – 5:04
4. Vet For The Insane – 7:05
5. Dust – 4:22
6. Reanimator – 3:13
7. Dawnrazor – 6:44
8. The Sequel – 3:27
9. Power – 4:39
10. Preacher Man – 4:52
11. Blue Water – 4:45

## Repress Edition

### 5 Albums Version
1. Intro (The Harmonica Man) – 2:01
2. Slow Kill – 3:45
3. Volcane (Mr. Jealousy Has Returned) – 5:04
4. Vet For The Insane – 7:03
5. Dust – 4:22
6. Re-animator – 2:58
7. Dawnrazor – 7:08
8. The Sequel – 3:16

Bonus Tracks
1. Power – 4:39
2. Secrets – 3:37
3. The Tower – 5:41
4. Laura II – 4:41
5. Preacher Man – 4:53
6. Blue Water – 4:46

## Formazione
- Carl McCoy – voce
- Peter Yates – chitarra
- Paul Wright – chitarra
- Tony Pettitt – basso
- Alexander "Nod" Wright – batteria